# Liste de fjords
Cet article recense des fjords.

## Listes

### Par longueur
- Scoresby Sund (Groenland, 350 km)
- Sognefjord (Norvège, 203 km)
- Limfjorden (Danemark, 180 km)
- Hardangerfjord (Norvège, 179 km)

### Par profondeur
- Skelton Inlet (Antarctique, 1 933 m)
- Sognefjord (Norvège, 1 308 m)
- Canal Messier (Chili, 1 288 m)

### Par localisation
- Liste des fjords d'Antarctique
- Liste des fjords du Canada
- Liste des fjords du Chili
- Liste des fjords du Danemark
- Liste des fjords des États-Unis
- Liste des fjords de Finlande
- Liste des fjords du Groenland
- Liste des fjords d'Islande
- Liste des fjords de Norvège
- Liste des fjords de Nouvelle-Zélande
- Liste des fjords de la Russie
- Liste des fjords du Royaume-Uni
- Liste des fjords de Suède